# Timmendorf (Schiff)
Die Timmendorf war ein Küstenmotorschiff des Frachtschiffstyp Kümo 450, von dem nur diese eine Einheit für die Deutsche Seereederei gebaut wurde.

## Geschichte
Der Rumpf wurde 1954 unter der Baunummer 120 auf der Schiffsreparaturwerft Laubegast in Dresden gebaut und dann auf zum VEB Peenewerft nach Wolgast geschleppt, um dort den Innenausbau zu erhalten. Das ursprünglich als Schrotttransporter konzipierte Schiff basiert auf dem Schiffstyp Kümo 500.

### Deutsche Seereederei
Das Schiff wurde am 10. April 1956 in Dienst gestellt. Es wurde bis 1962 als Frachtschiff genutzt. Am 13. Juli 1962 wurde es als Frachtschiff außer Dienst gestellt und anschließend nach kleineren Umbauten von der Volksmarine als Hilfsschiff übernommen.

### Volksmarine
Bei der Volksmarine wurde die Timmendorf als Versorger am 14. Juli 1962 in Dienst gestellt. Sie hatte während ihrer Zeit bei der Volksmarine die Bordnummern E 62, E 81, E 6 und war bei der 6. Flottille in Dranske stationiert.
Das Schiff wurde am 4. Juni 1983 außer Dienst gestellt und später verschrottet.

## Technik
Angetrieben wurde das Schiff von einem 221 kW leistenden Viertakt-Achtzylinder-Dieselmotoren des Typs 4T-8Z-SKL des Magdeburger Herstellers VEB Schwermaschinenbau „Karl Liebknecht“.
Der Laderaum mit einem Ballenraum von 610 m³ und einen Kornraum von 640 m³ hatte zwei Luken und wurde mit Scherstöcken, Deckeln und Persenningen seefest verschlossen. Das Schiff war mit zwei mittschiffs zwischen den beiden Luken angeordneten Schiffskranen ausgerüstet, die jeweils 3 Tonnen heben konnten. 1977 wurde sie durch einen Einzelkran ersetzt.
Für die Besatzung standen sieben Kammern zur Verfügung. Fünf davon waren Zweimannkammern, nur Kapitän und Leitender Ingenieur hatten Einzelkammern. Wegen der schlechten Sichtverhältnisse von der sehr niedrig gebauten Brücke erhielt das Schiff 1957/58 einen neuen, erhöhten Brückenaufbau.